# جوردواتس

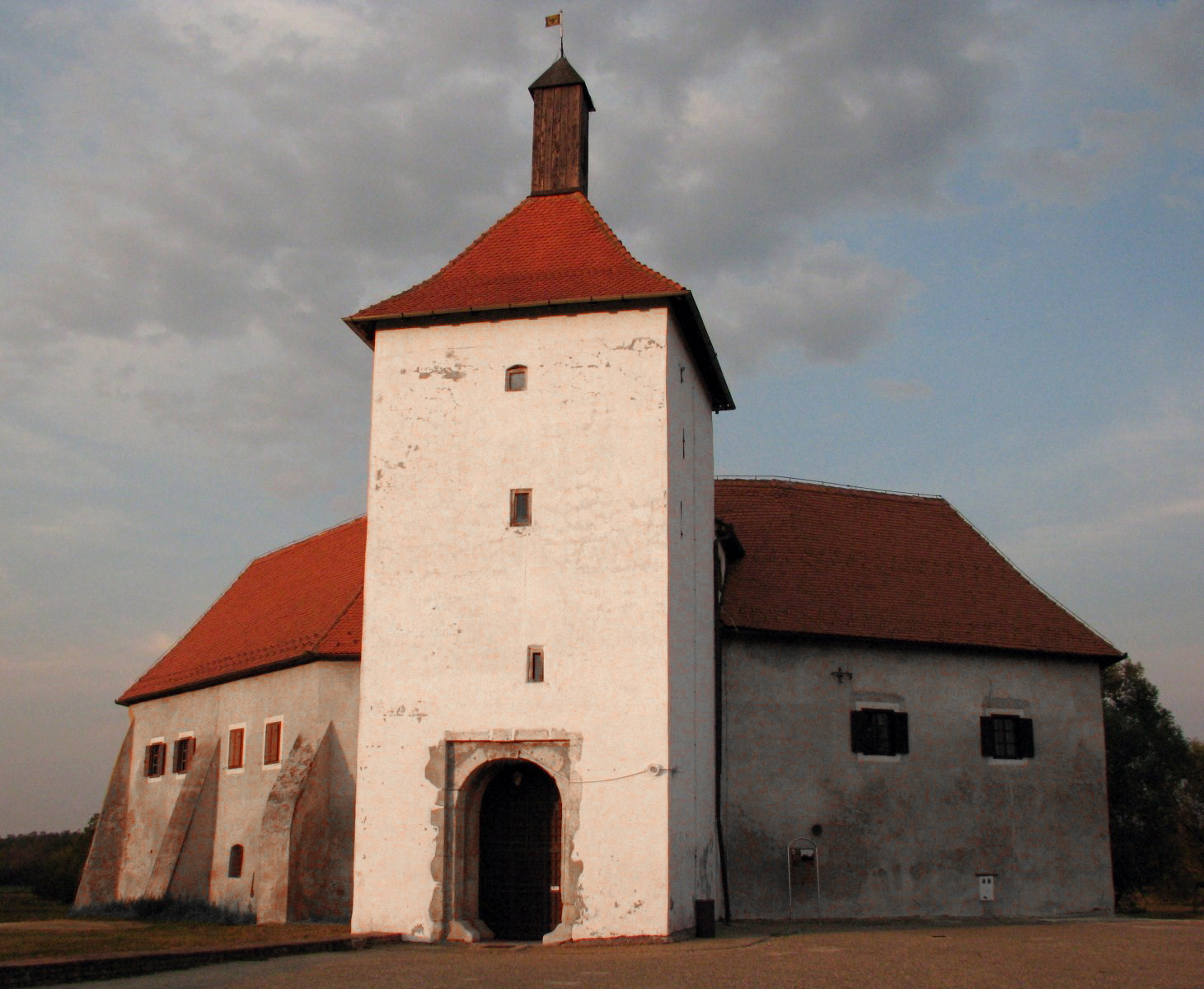
نمایی از قلعهٔ باستانی جوردِواتس در کشور کرواسی - ۲۰۱۱

جوردِواتس (به کرواتی: Đurđevac) شهری در ایالت کپریونیتسا-کریژوتسی کشور کرواسی است که جمعیت آن در سال ۲۰۱۱ میلادی ۸٬۲۹۰ نفر بوده‌است.